# Rhytiphora corrhenoides
Rhytiphora corrhenoides är en skalbaggsart som beskrevs av Stefan von Breuning 1970. Rhytiphora corrhenoides ingår i släktet Rhytiphora och familjen långhorningar. Inga underarter finns listade i Catalogue of Life.